# Ralf Richter
Ralf Richter, né le 17 août 1957 à Essen (Rhénanie-du-Nord-Westphalie), est un acteur allemand.

## Biographie
Ralf Richter a grandi avec sept frères et sœurs à Bochum. Son jeune frère Frank est également connu comme FM Einheit (ancien membre de Einstürzende Neubauten). Il a tout d'abord été charpentier, puis, en 1977, Richter a étudié à l'école de théâtre de Bochum. Après le théâtre à Berlin et à Bonn, il s'installe à Munich. C'est à ce moment qu'il obtint le rôle de Wolfgang Peterson dans le film Das Boot. Ce film le fit connaître par un large public[source secondaire souhaitée].
Il joue habituellement les méchants personnages dans les films. Au cours de sa carrière, il a travaillé avec certains des réalisateurs comme Dominik Graf (Le Chat), Oskar Roehler (Suck My Dick) et Til Schweiger (L'Ours). Richter a joué des rôles dans les productions cinématographiques et de télévision et dans des séries télévisées comme dans Auf Achse, Pogo 1104, Alerte Cobra, Balko, Un cas pour deux, Le Renard, Der Fahnder et Großstadtrevier.
En plus de travailler comme acteur, Ralf Richter a sorti un CD, One Heart. Dans la ville où il vit, Cologne, il exploite deux restaurants, un troisième étant prévu[Quand ?] à Bochum. Il est père de deux enfants et l'un de ses fils, Maxwell Richter est également acteur.

## Filmographie (Sélection)
- 1981 : Tatort – Duisburg-Ruhrort
- 1981 : Das Boot
- 1981 : Tour de Ruhr (série télévisée)
- 1982 : Smiley's People (mini-série)
- 1983 : Rote Erde (de) (série télévisée)
- 1984 : Pogo 1104 (mini-série)
- 1984 : Abwärts
- 1984 : Zielscheiben
- 1986 : Verlierer
- 1987 : Un cas pour deux - Jeu de piste
- 1987 : Tatort – Un million de souris
- 1987 : Un cas pour deux - Liaison dangereuse
- 1988 : L'Année du chat
- 1989 : Un cas pour deux - L'enlèvement
- 1990 : Un cas pour deux - Le deuxième homme
- 1990 : Alles im Griff
- 1991 : Es wäre gut, dass ein Mensch würde umbracht für das Volk
- 1991 : Superstau
- 1991 : Manta
- 1991 : Cosimas Lexikon
- 1993 : Un cas pour deux - Meurtre dans l'ascenseur
- 1994 : Marianengraben
- 1995 : Der schwarze Fluch – Tödliche Leidenschaften
- 1996 : Happy Weekend
- 1996 : Peanuts – Die Bank zahlt alles
- 1997 : Un cas pour deux - Faux complices
- 1998 : Alerte Cobra - Kurze Rast
- 1998 : Der Eisbär
- 1998 : Männer aus zweiter Hand
- 1999 : Bang Boom Bang
- 2000 : Fußball ist unser Leben
- 2000 : Marmor, Stein & Eisen
- 2001 : Suck my Dick
- 2001 : Der Kuscheldoktor
- 2001 : Westend
- 2002 : Was nicht passt, wird passend gemacht
- 2003 : Alerte Cobra
- 2004 : Cowgirl
- 2006 : Goldene Zeiten
- 2007 : Kopf oder Zahl
- 2007 : Streets of Rio
- 2008 : Spiel mir das Lied und du bist tot!
- 2008 : Chaostage – We Are Punks!
- 2008 : Finale – Der Teaser
- 2009 : Vorstadtkrokodile
- 2009 : Village People – Auf der Suche nach dem Nazigold
- 2010 : Alerte Cobra
- 2010 : Zeche is nich – Sieben Blicke auf das Ruhrgebiet 2010
- 2010 : Need for Speed :The B-Movie
- 2010 : Crazy In Love